# SOX12
SOX12 (англ. SRY-box 12) – білок, який кодується однойменним геном, розташованим у людей на короткому плечі 20-ї хромосоми. Довжина поліпептидного ланцюга білка становить 315 амінокислот, а молекулярна маса — 34 122.
| 10         |  | 20         |  | 30         |  | 40         |  | 50         |
| ---------- |  | ---------- |  | ---------- |  | ---------- |  | ---------- |
| MVQQRGARAK |  | RDGGPPPPGP |  | GPAEEGAREP |  | GWCKTPSGHI |  | KRPMNAFMVW |
| SQHERRKIMD |  | QWPDMHNAEI |  | SKRLGRRWQL |  | LQDSEKIPFV |  | REAERLRLKH |
| MADYPDYKYR |  | PRKKSKGAPA |  | KARPRPPGGS |  | GGGSRLKPGP |  | QLPGRGGRRA |
| AGGPLGGGAA |  | APEDDDEDDD |  | EELLEVRLVE |  | TPGRELWRMV |  | PAGRAARGQA |
| ERAQGPSGEG |  | AAAAAAASPT |  | PSEDEEPEEE |  | EEEAAAAEEG |  | EEETVASGEE |
| SLGFLSRLPP |  | GPAGLDCSAL |  | DRDPDLQPPS |  | GTSHFEFPDY |  | CTPEVTEMIA |
| GDWRPSSIAD |  | LVFTY      |  |            |  |            |  |            |

A: Аланін

C: Цистеїн

D: Аспарагінова кислота

E: Глутамінова кислота

F: Фенілаланін

G: Гліцин

H: Гістидин

I: Ізолейцин

K: Лізин

L: Лейцин

M: Метіонін

N: Аспарагін

P: Пролін

Q: Глутамін

R: Аргінін

S: Серин

T: Треонін

V: Валін

W: Триптофан

Задіяний у таких біологічних процесах, як транскрипція, регуляція транскрипції. 
Білок має сайт для зв'язування з ДНК. 
Локалізований у ядрі.